# Soya transgénica
Se denomina soya transgénica o soja transgénica a cualquier variedad de soya modificada mediante técnicas de ingeniería genética para que exprese genes de otros organismos. Al igual que con otras plantas transgénicas, hay varios objetivos de cultivo que muchas veces son combinados, como tolerancia a herbicidas, resistencia a los insectos o cambios en las propiedades y nutrientes. La soya transgénica cuenta con la mayor aplicación de ingeniería genética con un 52% de la superficie mundial de transgénicos.

## Soja resistente a herbicida

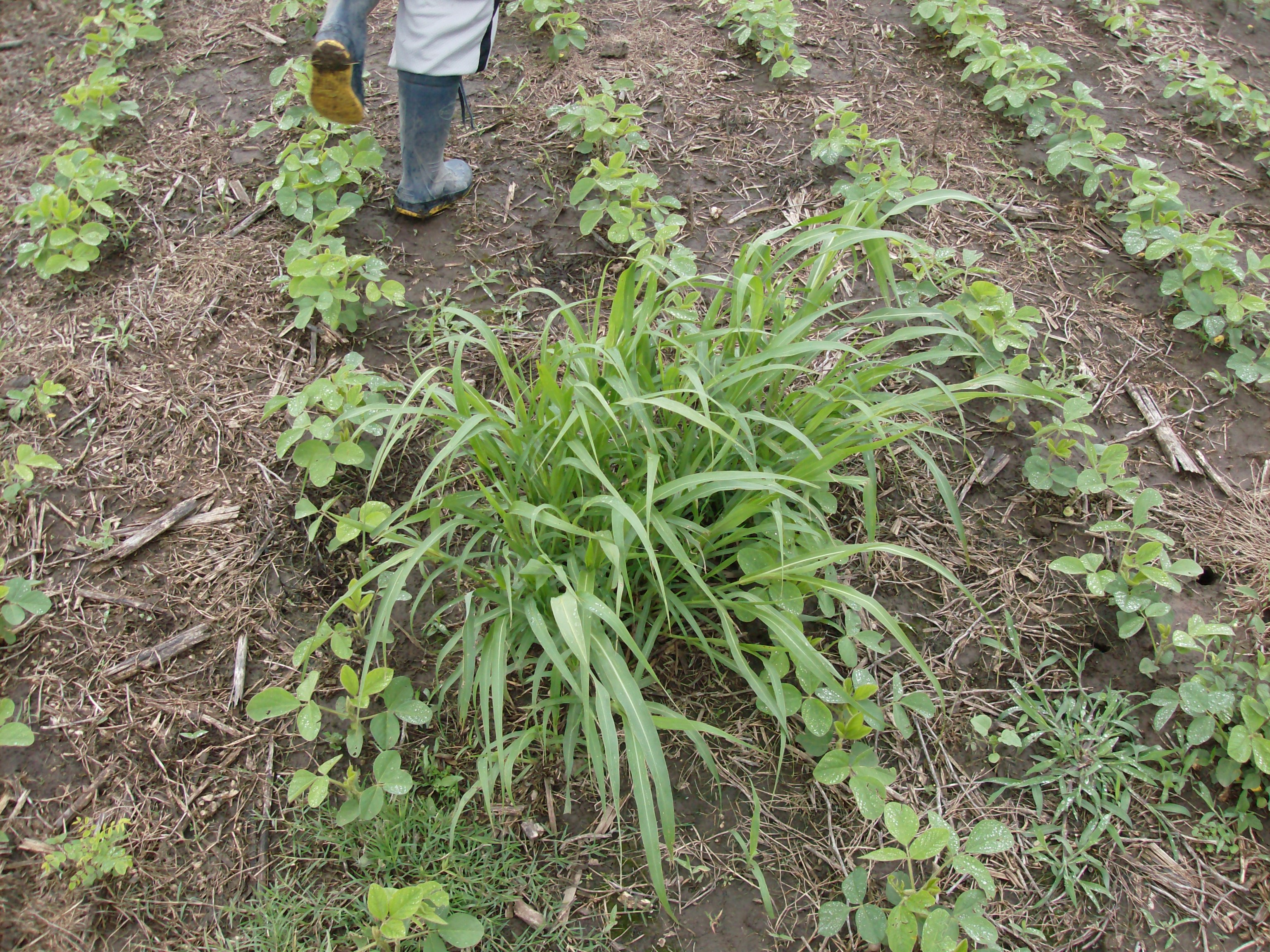
Sorgo de Alepo en un cultivo de soja en la Pampa Argentina.

La soya RR (Roundup Ready) o soja 40-3-2 es una variedad resistente al herbicida glifosato. Su sigma fue admitida por primera vez en 1996 en los Estados Unidos.
Utilizando un gen de resistencia a este herbicida proveniente de una bacteria del suelo (Agrobacterium) y por medio de transgénesis, se obtuvieron las primeras plantas de soja resistentes a glifosato, denominadas evento 40-3-2. A partir de tal evento, se obtuvieron decenas de variedades de soja que manifiestan idéntica resistencia.
El glifosato actúa en todas las especies vegetales inhibiendo la actividad de las enzimas que sintetizan los aminoácidos aromáticos. Estos aminoácidos son necesarios en la fotosíntesis y por ello las plantas al no poder sintetizarlos mueren o frenan considerablemente su crecimiento. La soja transgénica puede resistir al glifosato porque posee una enzima proveniente de bacterias que también sintetizan aminoácidos aromáticos, pero estas enzimas provenientes de bacterias resisten la aplicación del glifosato. Por ello, al aplicarse glifosato sobre un cultivo de soja en crecimiento se secan las malezas y continúa creciendo el cultivo de soja sin verse afectado. [cita requerida]

### Efectos
La implementación de plantas resistentes a los herbicidas le favorece el uso de glifosato frente a otros herbicidas más tóxicos y causantes de eutrofización de las aguas. [cita requerida] El uso de herbicidas supone la disminución de las operaciones de labranza y de campo ahorra combustible y reduce la erosión del suelo.
Desde hace 35 años, las poblaciones de malezas están bajo presión de selección por el glifosato. Con la introducción de plantas genéticamente modificadas y resistentes a las herbicidas, el uso de glifosato en países como Argentina, Brasil y Estados Unidos subió, lo que aumentó la presión de selección de manera significativa. En los últimos años aumentó el problema con malezas resistentes a glifosato y esto causó un cambio en el espectro de malas hierbas. La causa fundamental de esto es el uso unilateral de glifosato para el control de malezas. Así disminuyó la diversidad de las herbicidas utilizadas. También disminuyó el uso del arado, un medio tradicional de control de malezas. Los científicos ven la sostenibilidad del uso de glifosato amenazado y recomiendan una mayor diversidad en el control de malezas. También deberían ser utilizadas, en adición a las herbicidas glifosato, otras herbicidas y otros métodos de control de malezas. Ya hay plantas transgénicas en desarrollo con resistencia a otras herbicidas.
La resistencia a los herbicidas puede evita que estos dañen directamente al cultivo afectando a su rendimiento.[cita requerida]

### Impacto económico
La empresa Monsanto, productora de la semilla transgénica y del herbicida de marca comercial Roundup, protege su investigación científica mediante patentes que obligan al productor a pagar regalías sobre la parte de cosecha que utiliza para volver a sembrar. En varios países la empresa Monsanto ejerce presión para establecer leyes sobre patentes a los genes.

### Rendimiento
Se han publicado estudios de conclusiones contrarias respecto al rendimiento de los cultivos de soja transgénica frente a variedades no transgénicas:
En un estudio realizado en 1997 con 1444 observaciones en 17 Estados en Estados Unidos se detectaron leves reducciones en el uso de herbicidas y leves ganancias en los ingresos, pero no hubo aumentos estadísticamente significativos en los márgenes brutos.
Otros estudios han demostrado ahorros de costes (excluyendo costo de la semilla) entre 25 y 78 dólares por hectárea, teniendo en cuenta que la tecnología tiene un costo de 15-17 $ por hectárea.
Una comparación de los costos e ingresos entre los cultivos convencionales y cultivos resistentes a los herbicidas (1999, 2000) no demostró diferencias significativas en los ingresos.

## Soja Bt
La soja Bt es una variedad que expresa una proteína cristalina de origen bacteriano, producida naturalmente por Bacillus thuringiensis. Esta proteína es tóxica para las larvas de insectos barrenadores del tallo, que mueren al comer hojas o tallos de soja Bt.

## Soja HB4
La soja HB4, cuyo nombre técnico es soja IND-ØØ41Ø-5, es una variedad producida a través de ingeniería genética para responder eficientemente a las condiciones de sequía.
La soja HB4 fue creada para tolerar más eficientemente el estrés abiótico como la sequía o las condiciones hipersalinas . Estas características resultan en un aumento del rinde en comparación con las variedades no modificadas.

## Soja productora de aceite modificado
Se ha desarrollado por Pioneer Hi-Bred una variedad de soya transgénica que produce aceite para freír sin grasas trans.

## Importancia mundial
En 2010 se cultivaron 103 millones de hectáreas de soya en todo el mundo. En el 71 % de esta zona crecen soya modificada genéticamente. En los Estados Unidos en 2011, la proporción de la superficie total cultivada fue del 94%, 97% en Argentina (2009) y de 77% en Brasil (2010). En la Unión Europea, no se cultiva soja transgénica. Otros países productores son Paraguay, Uruguay, Bolivia, Canadá, Sudáfrica, Chile y Costa Rica.
En 2015 se aprobó la soya HB4 en Argentina, luego en Brasil (mayo 2019), Estados Unidos (agosto 2019), Paraguay (2019), Canadá (2021) y la República Popular China (2022), variedad transgénica tolerante a la sequía, desarrollada por la empresa Bioceres en conjunto con el CONICET y la Universidad Nacional del Litoral (UNL). Alcanzó la autorización del Ministerio de Agricultura de la República Popular China para la importación y comercialización.

## Controversias
El cultivo de plantas modificadas genéticamente por intervención humana está siendo resistida por entidades ambientalistas por considerarlo una amenaza para la salud humana, el medio ambiente y la agricultura familiar o sostenible, pese a que la inmensa mayoría de los estudios científicos sobre los transgénicos avalan su uso y la experiencia de su empleo durante décadas no parece haber confirmado los temores de las organizaciones ecologistas.
Mundialmente se observa que los países en vías de desarrollo y los del Tercer mundo, así como los Estados Unidos, se están volcando masivamente a este tipo de productos, mientras que en los países del Primer mundo europeo, los productos "orgánicos"  (productos que no han sido modificados genéticamente o que se cultivan sin herbicidas) suben su precio y existen cada vez más restricciones a la entrada de productos genéticamente modificados.